# Robin-Hood-Klasse
Bei der Robin-Hood-Klasse handelt es sich um eine aus zwei Einheiten bestehende Baureihe von RoPax-Fähren der deutschen Fährreederei TT-Line. Die beiden von Finnyards Rauma gebauten, 1995 abgelieferten Fähren werden im Liniennetz der Reederei im Verkehr zwischen den Häfen Travemünde, Rostock, Świnoujście, Klaipėda und Trelleborg eingesetzt.

## Schiffe
Die Baureihe besteht aus den beiden baugleichen Schiffen Robin Hood und Nils Dacke. Sie sind mit der Klasse 100 A5 E2 Passenger ship Ro-Ro ship der Klassifizierungsgesellschaft DNV klassifiziert.

### Robin Hood
Das Schiff fährt unter deutscher Flagge mit Heimathafen Emden. Seine IMO-Nr. ist die 9087477. Eigentümerin ist die TT-Line Nr. 411 Eigentums GmbH.

### Nils Dacke
Das Schiff fährt unter zypriotischer Flagge mit Heimathafen Limassol. Seine IMO-Nr. ist die 9087465. Eigentümerin ist die TT-Line Nr. 411 Eigentums GmbH.

## Geschichte
Beide Schiffe wurden 1994 bei Rauma Finnyards auf Kiel gelegt (Robin Hood unter Baunr. 410: 29. Juni, Nils Dacke unter Baunr. 411: 13. Juli). Am 21. Dezember 1994 bzw. am 19. Mai 1995 erfolgte der Stapellauf. Beide Schiffe wurden 1995 an die Reederei abgeliefert und in das Routennetz der TT-Line integriert. 2014 kam es zu einem Namenstausch. Die ursprüngliche Nils Dacke (Baunr. 411) wurde 2014 in Robin Hood umbenannt, die ursprüngliche Robin Hood (Baunr. 410) in Nils Dacke.

## Technische Daten
Beide Schiffe verfügen über einen dieselelektrischen Antrieb. Für die Stromerzeugung stehen vier MaK-6M552C-Dieselmotoren mit zusammen 26.000 kW Leistung zur Verfügung. Die Höchstgeschwindigkeit beträgt 18,5 Knoten.
Bei einer Länge von rund 179 Metern stehen auf drei Ladedecks insgesamt 2.428 Spurmeter zur Verfügung. Die Passagierkapazität beträgt 300.